# Буринец
Буринец (на македонска литературна норма: Буринец; на албански: Burineci) е село в Северна Македония, в община Струга.

## География
Селото е разположено в областта Жупа в западните склонове на планината Стогово. Селото на практика в миналото е махала на Селци.

## История
Църквата в селото „Въведение Богородично“ е от XIX век. Според статистика на вестник „Дебърски глас“ в 1911 година в Селци-Буренец има 150 български екзархийски къщи.
Според преброяването от 2002 година селото е без жители.

## Личности
Родени в Буринец
- Трайче, български революционер, селски войвода на ВМОРО, войвода на селската чета по време на Илинденско-Преображенското въстание.[4]

Починали в Буринец
- Трифун Пановски (1912-1944), югославски партизанин и деец на НОВМ
- Никола Канински (1914-1944), югославски партизанин и деец на НОВМ